# Cyrtonus gadorensis
Cyrtonus gadorensis é uma espécie de artrópode pertencente à família Chrysomelidae.